# Giẻ cùi bụi miền tây
Aphelocoma californica là một loài chim trong họ Corvidae.

## Hình ảnh

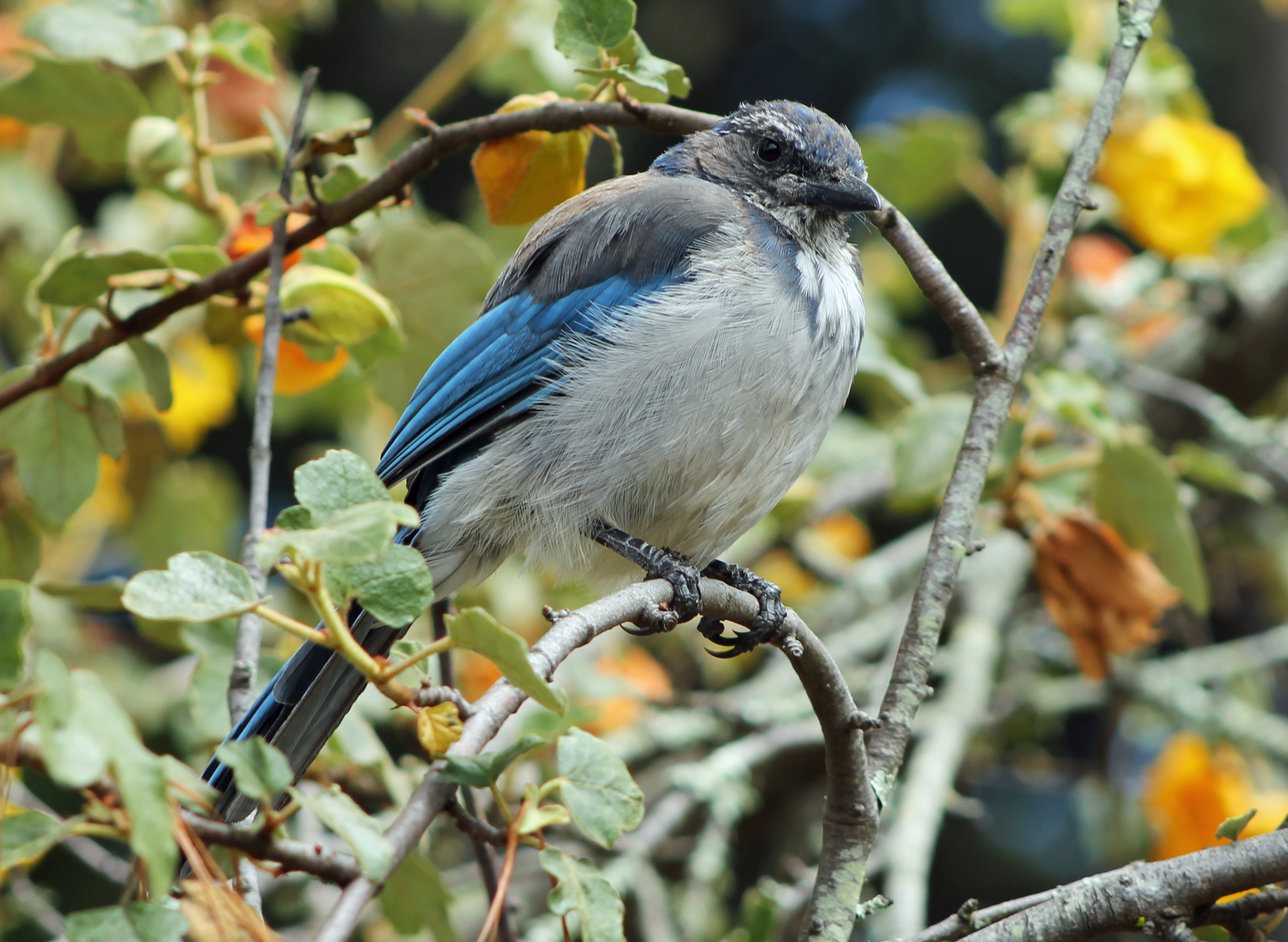
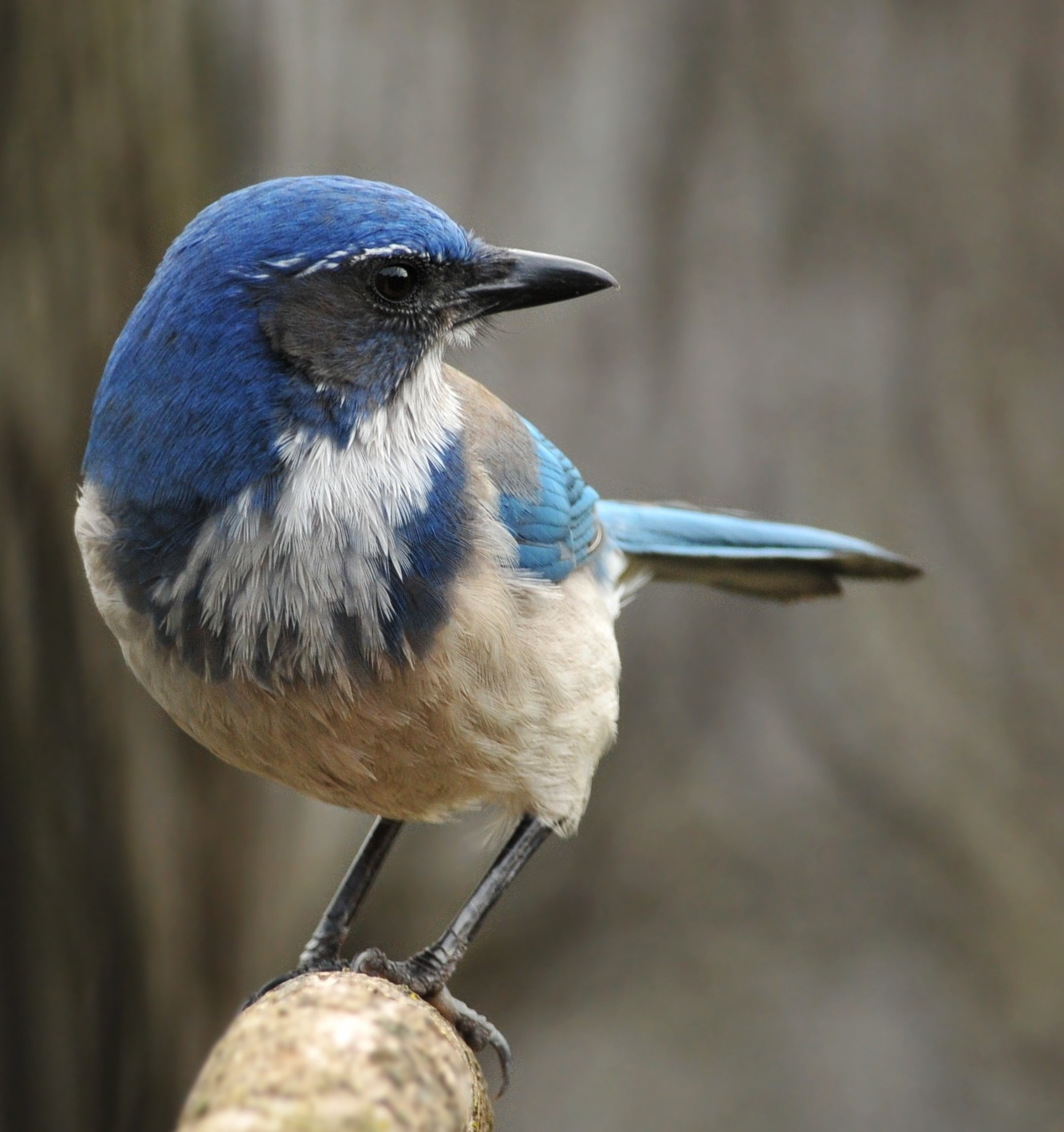
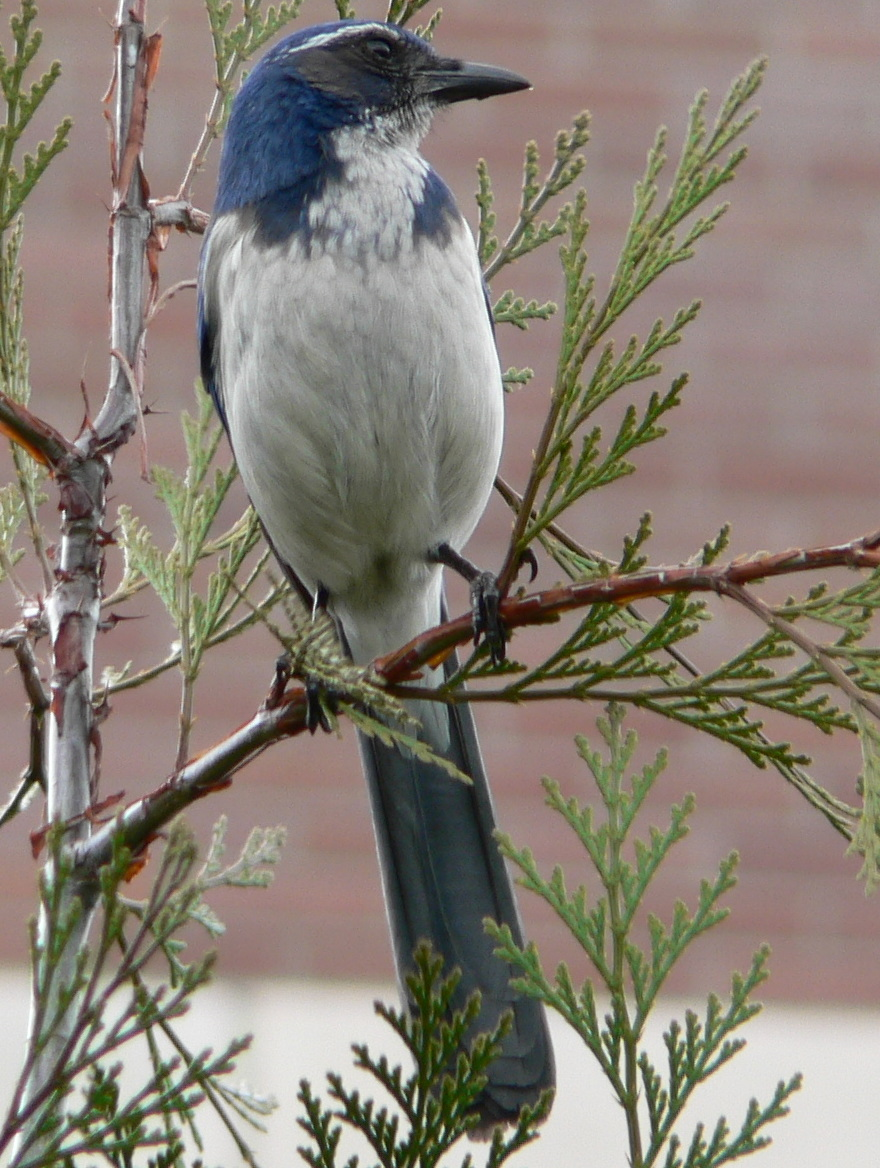
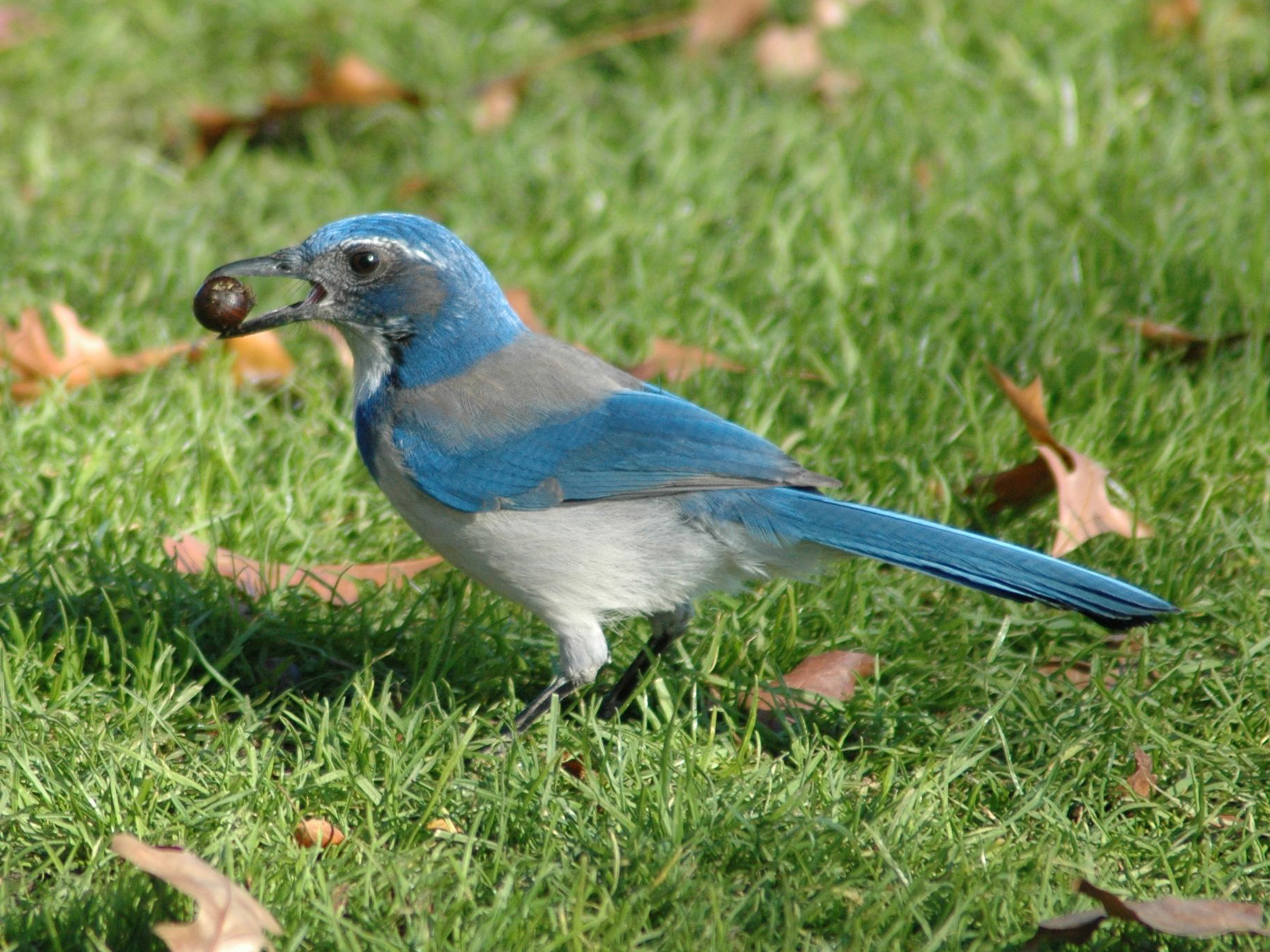
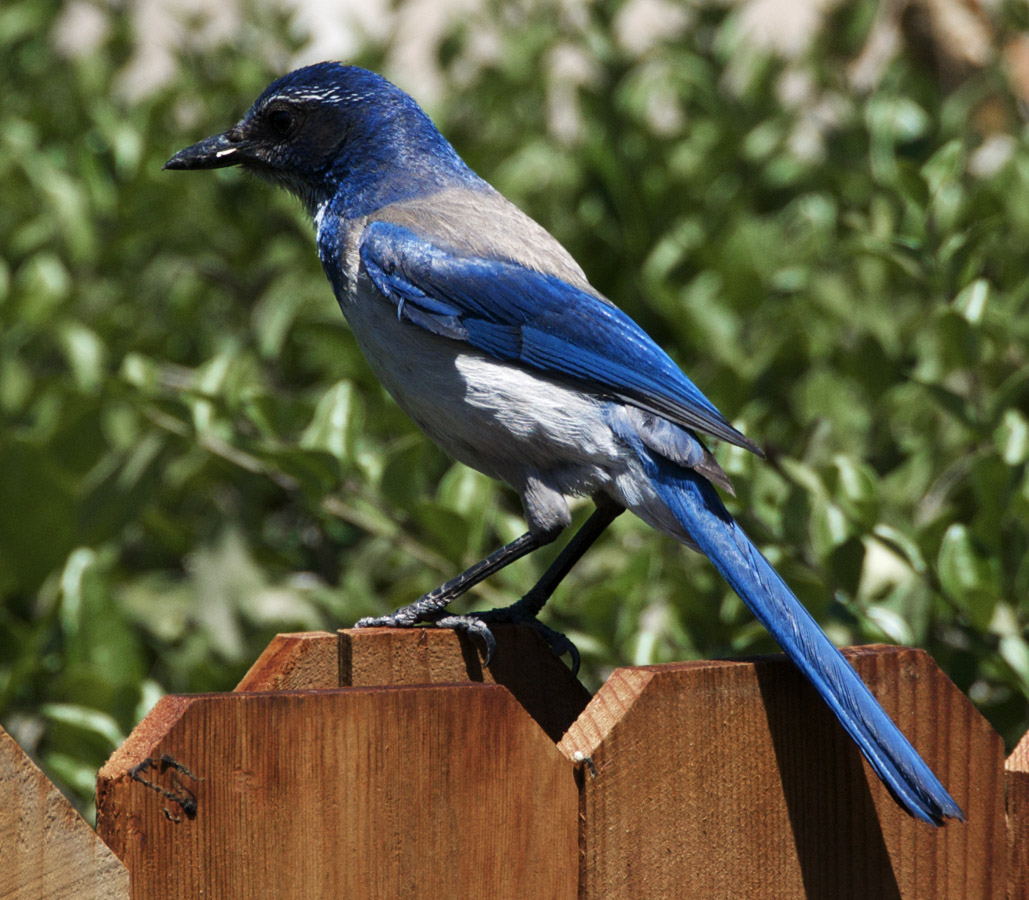
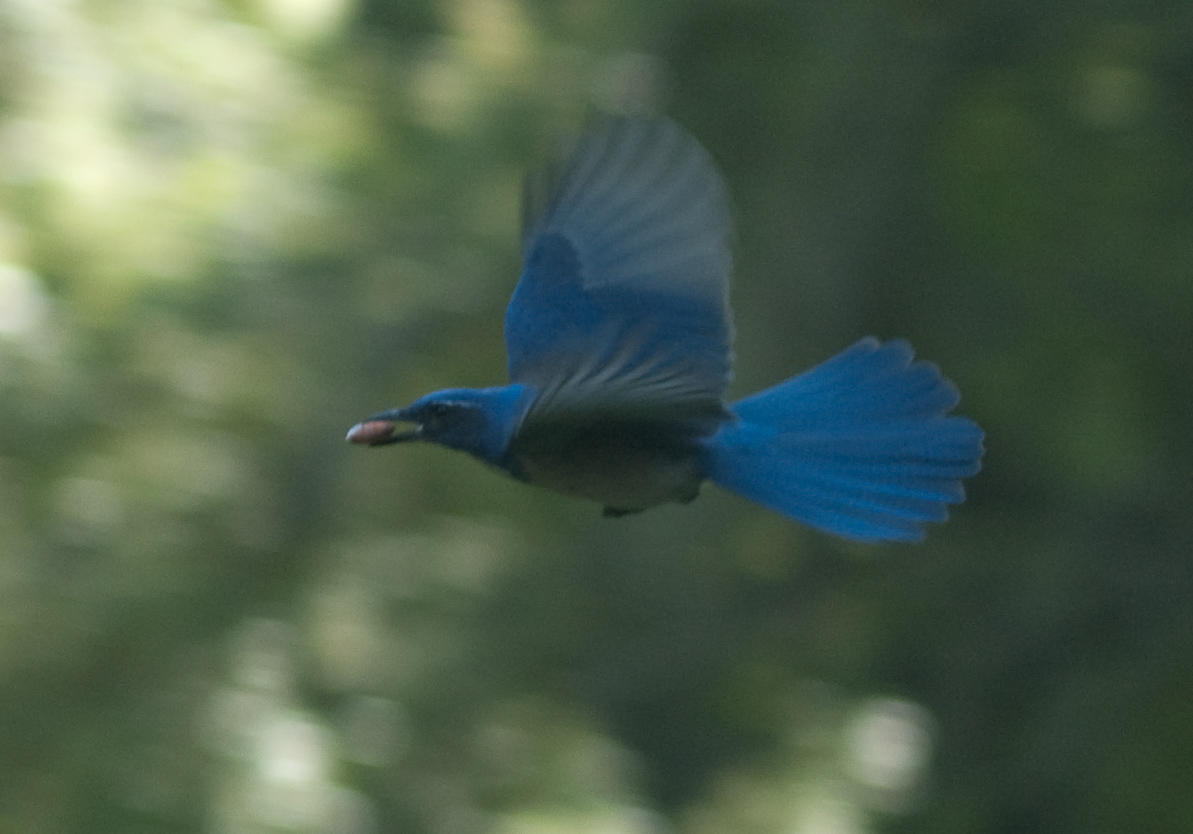